# Boliviatapakul
Boliviatapakul (Scytalopus bolivianus) är en fågel i familjen tapakuler inom ordningen tättingar.

## Utbredning och systematik
Fågeln förekommer i Anderna från sydöstra Peru (Ayacucho, Puno) till södra Bolivia (Chuquisaca). Den behandlas som monotypisk, det vill säga att den inte delas in i några underarter.

## Status
IUCN kategoriserar arten som livskraftig.